# Енгер, Иоганн Батист
Иоганн Батист Енгер (нем. Johann Baptist Jenger; 23 марта 1793, Эренкирхен — 30 марта 1856, Вена) — австрийский музыкант, композитор. Друг Франца Шуберта.

## Биография

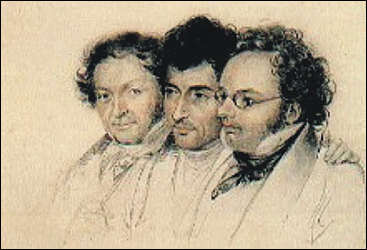
Трое друзей (Иоганн Батист Енгер, Ансельм Хюттенбреннер и Франц Шуберт). Литография Й. Тельчера, 1827

Благодаря содействию знакомого своего отца австрийского фельдмаршала, князя Карла Филиппа цу Шварценберга в 1818—1825 устроился на работу чиновником в Императорскую полевую канцелярию в Граце.
Пианист-виртуоз и органист, всё своё свободное время посвящал развитию современной музыки в Австрии.
Принимал активное участие в деятельности музыкального общества Штирии, был его секретарём.
После переезда в Вену, работал заведующим канцелярией местного музыкального клуба. Позже стал членом правления венского Общества любителей музыки (Gesellschaft der Musikfreunde).
Выступал аккомпаниатором барона Карла фон Шёнштейна (1797—1876), друга Шуберта и одного из лучших исполнителей его песен.
Почитатель музыки Франца Шуберта, Енгер встретился с композитором во время пребывания в Вене и стал его другом. После ранней смерти Шуберта в 1828 Енгер долгие годы ухаживал за его могилой. Организовал поминальную службу по Шуберту в церкви Святого Августина в Вене, организовал подписку для установления памятника на могиле композитора.
Автор биографического очерка о своём близком друге композиторе Ансельме Хюттенбреннере (около 1830).
В их дружеский круг входил также рисовальщик и литограф Йозеф Тельчер.